# Sten-Olof Johansson
Sten-Olof Johansson, född 1940, är en svensk före detta fotbollsspelare (anfallare) som representerade Gais åren 1959–1964.
Johansson kom från Gais juniorlag och gjorde allsvensk debut för klubben som 19-åring 1959. Totalt spelade han 3 matcher (0 mål) för Gais i allsvenskan säsongen 1959, och sedan Gais åkt ur serien fortsatte han med klubben i division II Västra Götaland säsongerna 1960–1963. När Gais åter hade gått upp i allsvenskan till säsongen 1964, bland annat efter ett viktigt straffsparksmål av Johansson mot Östers IF i det allsvenska kvalet 1963, spelade han 18 av 22 allsvenska matcher för klubben och gjorde 4 mål, men Gais åkte ur serien även detta år. Därefter gick han till Skogens IF.
Sammanlagt blev det 79 A-lagsmatcher och 24 mål för Johansson i Gais, varav 21 (4) i allsvenskan. Civilt arbetade han som stenhuggare.